# Stimmen im Wind
Stimmen im Wind ist ein Lied der deutschen Pop- und Schlagersängerin Juliane Werding aus dem Jahr 1986. Es wurde von Harald Steinhauer komponiert und produziert sowie von Michael Kunze getextet.

## Inhalt und Hintergrund
Das Lied Stimmen im Wind handelt von einer den Tod überdauernden Liebe: Eine Frau mit dem Vornamen Suzanne betrauert ihren während eines Schiffsuntergangs ums Leben gekommenen Mann und kann ihn nicht vergessen. Aus der Geisterwelt hört sie abends wiederkehrend liebevolle Stimmen, die sie trösten und ihr Zuversicht vermitteln.
Stimmen im Wind erschien erstmals als Single im Januar 1986. Die Single erschien als 7″- und 12″-Single mit der B-Seite Weich und warm. Am 28. Februar 1986 erschien Stimmen im Wind als Teil von Werdings achtem Studioalbum Sehnsucht ist unheilbar. In der DDR wurde das Lied 1988 auf der gleichnamigen Platte als eines von zwölf Liedern bei Amiga veröffentlicht.

## Chartplatzierungen und Erfolge
Stimmen im Wind stieg erstmals am 3. März 1986 in die deutschen Singlecharts ein. Bis zum 23. Juni 1986 platzierte sich die Single 17 Wochen in den Top 100 und erreichte mit Rang 18 seine höchste Chartnotierung in der Chartwoche vom 14. April 1986. Werding erreichte hiermit zum elften Mal die deutschen Singlecharts. Zudem konnte sie mit diesem Titel zweimal den ersten Platz der ZDF-Hitparade erreichen: Zum ersten Mal in der Aprilausgabe 1986 und zum zweiten Mal im Januar 1987 bei der Jahreshitparade.
| ChartsChartplatzierungen | Höchstplatzierung | Wochen |
| ------------------------ | ----------------- | ------ |
| Deutschland (GfK)        | 18 (17 Wo.)       | 17     |

## Trivia
In der Nationalen Volksarmee der DDR gab es bei den Soldaten in Anspielung auf die noch abzudienenden Tage zu der Melodie auch scherzhaft den Text: „Stimmen im Spind, die dir sagen wieviel Tage noch sind, sei nicht traurig BU, erst geh ich dann gehst du.“
Auch Mike Krüger hat eine Comedy-Version dieses Liedes unter dem Titel Stimmen im Spind mit dem Thema Fremdgehen veröffentlicht.